# Džul na mol
Džúl na mól (oznaka J/mol) je izpeljana enota mednarodnega sistema enot, ki meri energijo, preračunano na množino snovi.
Enota se pojavlja pri naslednjih fizikalnih količinah:
- kemijski potencial
- talilna toplota
- izparilna toplota